# Kanonierki torpedowe typu Temerario
Kanonierki torpedowe typu Temerario – hiszpańskie kanonierki torpedowe z końca XIX wieku. W latach 1887–1894 w stoczniach Varadero de Santa Rosalía w Kartagenie, Arsenal de la Carraca w San Fernando i Arsenal de La Graña w Ferrol zbudowano sześć okrętów tego typu. Jednostki weszły w skład hiszpańskiej marynarki wojennej w latach 1891-1894. Większość kanonierek wzięła udział w wojnie amerykańsko-hiszpańskiej, operując na wodach Kuby. Po wojnie jedna z nich – „Galicia” – została w 1898 roku nabyta przez Wenezuelę. Wszystkie okręty zakończyły służbę w latach 1914-1922.

## Projekt i budowa
Kanonierki torpedowe typu Temerario zostały zamówione i zbudowane w stoczniach hiszpańskich. Okręty miały stalowe kadłuby, jeden lub dwa umieszczone blisko siebie kominy i dwa maszty.
Jednostki powstały w stoczniach Varadero de Santa Rosalía w Kartagenie (okręt prototypowy), Arsenal de la Carraca w San Fernando (jeden okręt) i Arsenal de La Graña w Ferrol (cztery jednostki) . Stępki pierwszych okrętów położono w 1887 roku, a zwodowane zostały w latach 1889-1892 .
| Okręt                  | Stocznia                  | Początek budowy | Wodowanie            | Wejście do służby |
| ---------------------- | ------------------------- | --------------- | -------------------- | ----------------- |
| „Temerario”            | Varadero de Santa Rosalía | 1 grudnia 1887  | 29 października 1889 | 1891              |
| „Nueva España”         | Arsenal de la Carraca     | 1 grudnia 1887  | 8 listopada 1889     | 1891              |
| „Martín Alonso Pinzón” | Arsenal de La Graña       | ?               | 1889                 | 1893              |
| „Galicia”              | Arsenal de La Graña       | ?               | 1891                 | 1894              |
| „Vicente Yáñez Pinzón” | Arsenal de La Graña       | ?               | 1891                 | 1894              |
| „Marqués de Molins”    | Arsenal de La Graña       | ?               | 27 maja 1892         | 1894              |

## Dane taktyczno-techniczne
Okręty typu Temerario były kanonierkami torpedowymi o długości między pionami 58 metrów, szerokości 6,73 metra i maksymalnym zanurzeniu 3,16 metra . Wyporność wynosiła 562 tony, a wyporność pełna 630 ton . Okręty te miały pancerz pokładowy o grubości 12,7 mm (½ cala), chroniący pomieszczenia maszynowni i kotłów . Siłownię jednostek stanowiły dwie pionowe maszyny parowe potrójnego rozprężania o łącznej mocy 2600 KM, do których parę dostarczały cztery kotły: dwa lokomotywowe i dwa cylindryczne . Prędkość maksymalna napędzanych dwiema śrubami okrętów wynosiła 19 węzłów . Okręty zabierały standardowo zapas 106 ton węgla, a maksymalnie mogły pomieścić 130 ton tego paliwa. Zasięg jednostek tego typu wynosił 3400 Mm przy prędkości 10 węzłów .
Na uzbrojenie artyleryjskie okrętów składały się dwa pojedyncze działa kalibru 120 mm Hontoria M1883 L/35, cztery pojedyncze działa 6-funtowe kal. 57 mm Nordenfelt L/45 i kartaczownica Nordenfelta kal. 25,4 mm (1 cal) L/40 . Broń torpedową stanowiły dwie pojedyncze wyrzutnie kal. 356 mm (14 cali), z zapasem sześciu torped . Standardowa załoga pojedynczego okrętu składała się z 91 oficerów, podoficerów i marynarzy .

## Służba
Kanonierki torpedowe typu Temerario zostały przyjęte w skład Armada Española w latach 1891-1894 . W momencie wybuchu wojny amerykańsko-hiszpańskiej na Kubie stacjonowały „Nueva España”, „Marqués de Molins”, „Vicente Yáñez Pinzón”, „Martín Alonso Pinzón” i „Galicia”; jedynie „Temerario” przebywał na wodach La Platy. Trzy z nich („Nueva España”, „Galicia” i „Martín Alonso Pinzón”) wzięły udział w potyczkach z okrętami US Navy. W 1898 roku „Galicia” została zakupiona przez Wenezuelę i przyjęto ją do służby w Marynarce Wojennej pod nazwą ARV „Bolívar”, którą zakończyła w 1920 roku . Pozostałe w służbie hiszpańskiej jednostki skreślono z listy floty w 1914 roku („Martín Alonso Pinzón” i „Vicente Yáñez Pinzón”), w 1916 roku („Nueva España”), w 1920 roku („Temerario”) i w 1922 roku („Marqués de Molins”) .